# Liste der Biografien/Ut
Liste der Biografien |
Portal Biografien |
Personensuche
# |
A |
B |
C |
D |
E |
F |
G |
H |
I |
J |
K |
L |
M |
N |
O |
P |
Q |
R |
S |
T |
U |
V |
W |
X |
Y |
Z |
?
 
Ua |
Ub |
Uc |
Ud |
Ue |
Uf |
Ug |
Uh |
Ui |
Uj |
Uk |
Ul |
Um |
Un |
Uo |
Up |
Uq |
Ur |
Us |
Ut |
Uu |
Uv |
Uw |
Ux |
Uy |
Uz
Die Liste der Biografien führt alle Personen auf, die in der deutschsprachigen Wikipedia einen Artikel haben. Dieses ist eine Teilliste mit 255 Einträgen von Personen, deren Namen mit den Buchstaben „Ut“ beginnt.

## Ut
- Út, Nick (* 1951), vietnamesisch-amerikanischer FotografNick Út (* 1951)

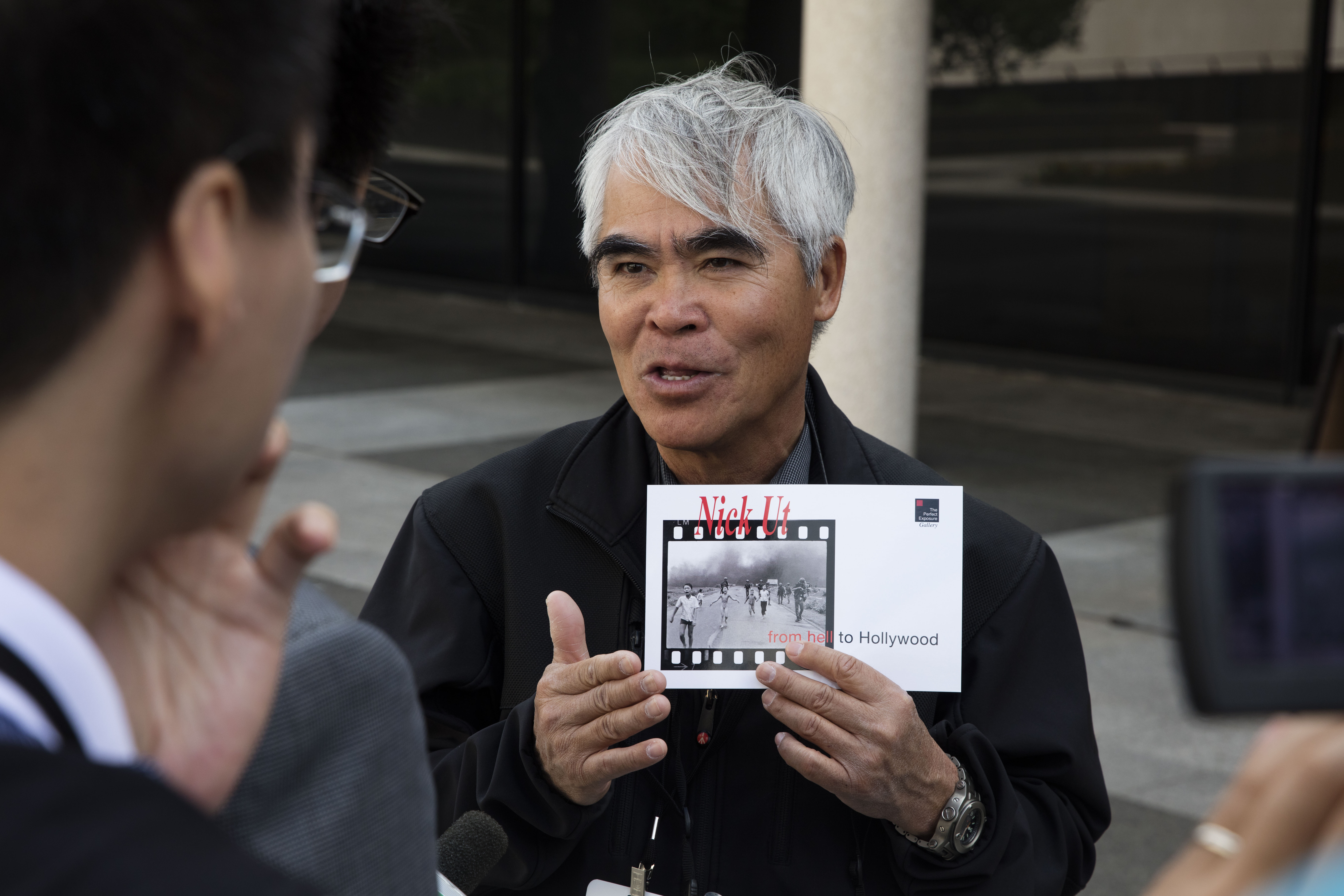
Nick Út (* 1951)

### Uta
- Uta de Bavaria, bairische Prinzessin
- Uta von Ballenstedt, Mitstifterin des Naumburger Doms; Frau von Markgraf Ekkehard II.
- Uta von Schauenburg, Gründerin des Klosters Allerheiligen im Schwarzwald und Ehefrau von Welf VI.
- Uta von Tarasp, Edelfreie von Tarasp
- Uta von Uttenweiler († 722), Selige
- Uță, Alexandra (* 2007), rumänische Leichtathletin
- Utada, Hikaru (* 1983), japanisch-amerikanische Sängerin
- Utagawa, Hiromaru, japanischer Maler
- Utagawa, Hiroshige (1797–1858), japanischer Künstler
- Utagawa, Hiroshige II. (1826–1869), japanischer Maler
- Utagawa, Hiroshige III. (1843–1894), japanischer Maler
- Utagawa, Kunimasa I. (1773–1810), japanischer Ukiyo-e-Künstler
- Utagawa, Kunisada (1786–1865), japanischer Designer japanischer Farbholzschnitte
- Utagawa, Kunisada II. (1823–1880), japanischer Holzschnittkünstler
- Utagawa, Kunisada III. (1848–1920), japanischer Holzschnittkünstler
- Utagawa, Kunitoshi, japanischer Ukiyo-e-Künstler
- Utagawa, Kunitoshi (1847–1899), japanischer ukiyo-e-Künstler
- Utagawa, Kuniyoshi (1798–1861), japanischer Grafiker, Meister des japanischen Holzschnitts (Ukiyo-e)
- Utagawa, Sadahide (* 1807), japanischer Holzschnittkünstler
- Utagawa, Toyoharu (1735–1814), japanischer Ukiyoe-Maler
- Utagawa, Toyohiro (1774–1830), japanischer Ukiyoe-Künstler
- Utagawa, Toyokuni (1769–1825), Meister des japanischen Holzschnitts (Ukiyo-e)
- Utagawa, Toyokuni II. († 1835), japanischer Holzschnittkünstler
- Utagawa, Yoshifuji (1828–1887), japanischer Maler
- Utagawa, Yoshikazu, japanischer Maler
- Utagawa, Yoshitora, japanischer Holzschnittkünstler
- ʿUtaibī, Dschuhaimān al- (1936–1980), arabischer Soldat; Islamist und Anführer des Überfalls auf die Große Moschee in MekkaDschuhaimān al-ʿUtaibī (1936–1980)

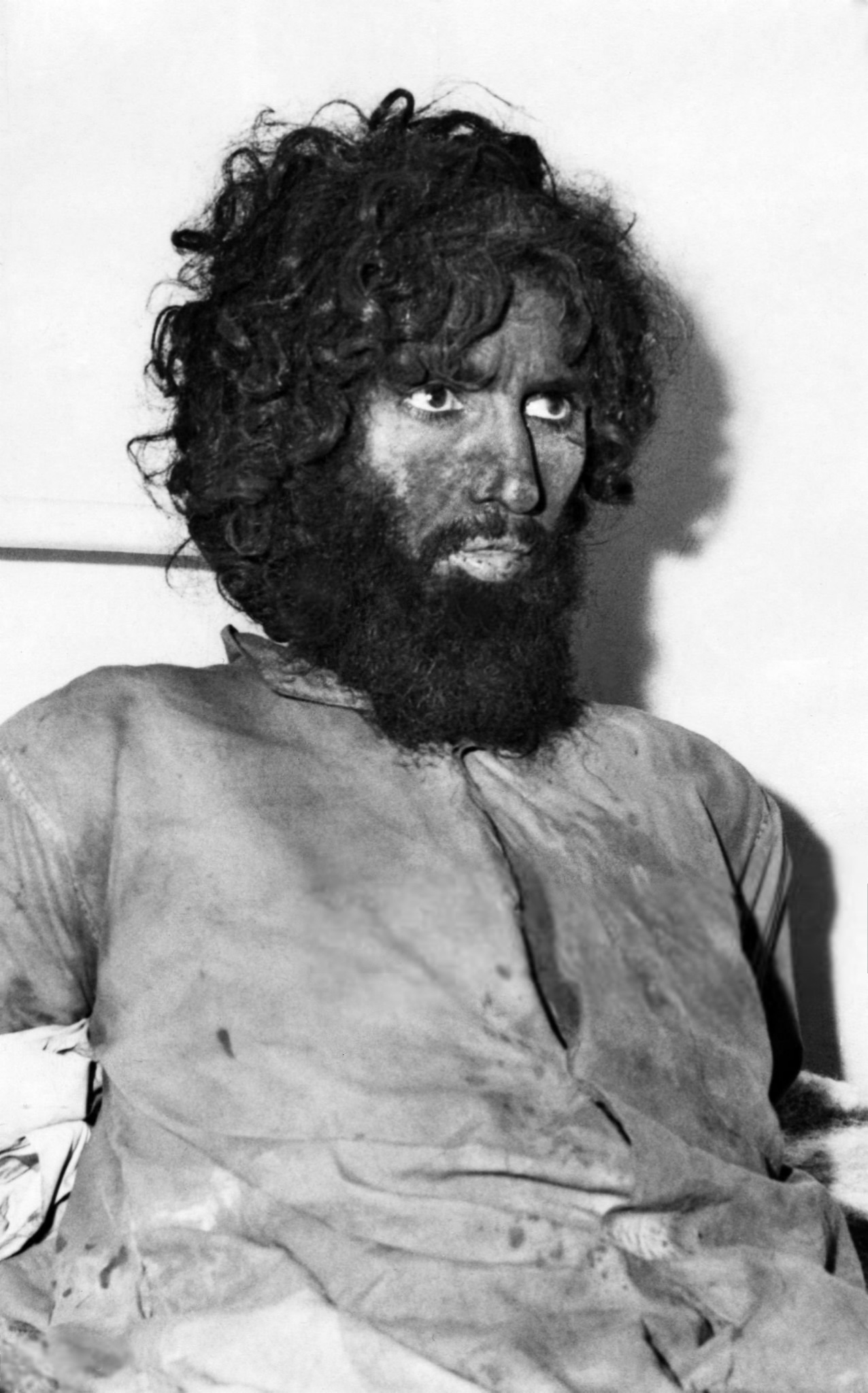
Dschuhaimān al-ʿUtaibī (1936–1980)

- Utaka, John (* 1982), nigerianischer Fußballspieler
- Utaka, Peter (* 1984), nigerianischer Fußballspieler
- Utami, Ayu (* 1968), indonesische Radio- und Zeitungsjournalistin, Drehbuchschreiberin und Autorin
- Utarini, Adi (* 1965), indonesische Gesundheitswissenschaftlerin

### Utb
- ʿUtbī, al- († 869), malikitischer Gelehrter

### Ute
- Utech, Joachim (1889–1960), deutscher Bildhauer
- Utech, Richard (1868–1940), deutscher Wirtschafts-Manager, Generaldirektor der Victoria-Versicherung (1913–1932)
- Utech, Wolfgang (1937–2021), deutscher Leichtathlet
- Utecht, Jörg (* 1973), deutscher Manager
- Uteem, Cassam (* 1941), mauritischer Politiker
- Utel († 801), Bischof von Hereford
- Utelli, Jonas (* 2003), Schweizer Sportkletterer
- Utembi Tapa, Marcel (* 1959), kongolesischer Geistlicher, römisch-katholischer Erzbischof von Kisangani
- Utemorrah, Daisy Gawoon (1922–1994), australische Autorin, Dichterin und Gemeindevorsteherin
- Utendal, Alexander († 1581), franko-flämischer Komponist, Sänger und Kapellmeister der Renaissance
- Utenheim, Christoph von († 1527), Bischof von Basel
- Utenhove van Heemstede, Jacob Maurits Carel van (1773–1836), niederländischer Astronom und Politiker
- Utenhove, Anna von, flämisch-deutsche Humanistin und neulateinische Dichterin
- Utenhove, Jan van (1516–1566), flämischer Humanist und reformierter Theologe
- Utenhove, Karl von (1536–1600), flämischer humanistischer Gelehrter (Philologe) und Dichter
- Utenhove, Karl von der Ältere († 1580), flämischer humanistischer Philologe und Politiker
- Utens, Giusto († 1609), italienischer Maler flämischer Herkunft
- Uter, Jürgen (1951–2022), deutscher Schauspieler, Hörspielsprecher, Bühnenautor und Regisseur
- Uterhart, Carl (1793–1852), deutscher Arzt
- Uterhart, Carl (1835–1895), deutscher Arzt
- Uterhart, Paul (1823–1874), deutscher Jurist und Politiker
- Utermann, Kurt (1905–1986), deutscher Soziologe und Sozialarbeitswissenschaftler
- Utermann, Utz (1912–1991), deutscher Schriftsteller, Journalist, Drehbuchautor und Filmproduzent
- Utermark, Timo, deutscher Jurist und Landesdatenschutzbeauftragter von Bremen
- Utermöhlen, Nikolaus (1958–1996), deutscher Musiker und Künstler
- Utermöhlen, Rudolf (1906–1982), deutscher lutherischer Theologe und Musikwissenschaftler
- Uterwijk, Henk (1938–2014), niederländischer Schauspieler
- Utes, Susann (* 1991), deutsche Fußballspielerin
- Uteß, Heinrich (* 1951), deutscher Fußballspieler
- Uteß, Jürgen (* 1957), deutscher Fußballspieler (DDR)
- Uteß, Klaus-Dieter (* 1954), deutscher Fußballspieler
- Uteß, Stefan (* 1974), deutscher Kanute
- Utevska-Gligorovska, Kornelija (* 1973), nordmazedonische Diplomatin

### Utg
- Utgoff, Alec (* 1986), britischer Schauspieler ukrainischer Herkunft
- Utgren, Nicklas (* 1969), schwedischer Tennisspieler

### Uth
- Uth, Franz (1855–1926), Justizrat, Mitglied des Provinziallandtages der Provinz Hessen-Nassau
- Uth, Heinz (1936–2016), deutscher Polizeibeamter und 1. polizeilicher Homosexuellenbeauftragter
- Uth, Mark (* 1991), deutscher FußballspielerMark Uth (* 1991)

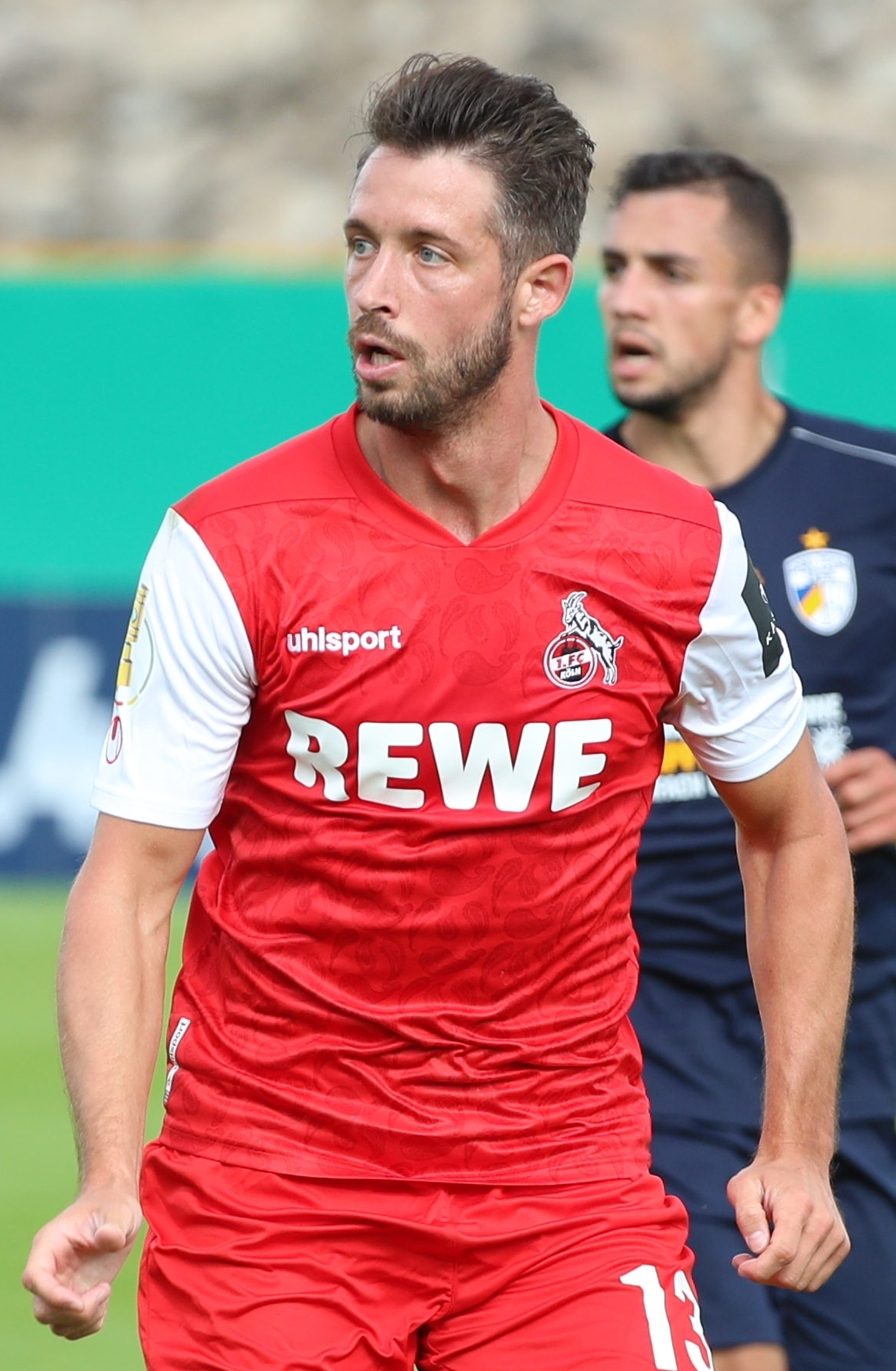
Mark Uth (* 1991)

- Uth, Max (1863–1914), deutscher Maler, Kunstprofessor und Leiter der Berliner Malschule
- Uthaug, Roar (* 1973), norwegischer Filmregisseur und Drehbuchautor
- Uthe, Wolfgang (1906–1964), deutscher Politiker (DP), MdBB
- Uthemann, Friedrich (1851–1921), deutscher Maschinenbauingenieur
- Uthemann, Hans (1866–1931), deutscher Vizeadmiral
- Uthemann, Karl-Heinz (* 1939), deutscher Patristiker
- Uthemann, Walther (1863–1944), deutscher Sanitätsoffizier, zuletzt Marinegeneraloberstabsarzt der Reichsmarine
- Uthen Samarnthai (* 1998), thailändischer Fußballspieler
- Uther, Hans-Jörg (* 1944), deutscher Literaturwissenschaftler und Erzählforscher
- Utheß, Sabine (* 1946), deutsche Fremdsprachendidaktikerin, Schulbuchautorin und Europameisterin im Kugelstoßen
- Uthke, Hans-Joachim (* 1941), deutscher Grafiker und Aphoristiker
- Uthman († 1488), Kalif der Hafsiden
- ʿUthmān ibn ʿAffān (574–656), dritter KalifʿUthmān ibn ʿAffān (574–656)

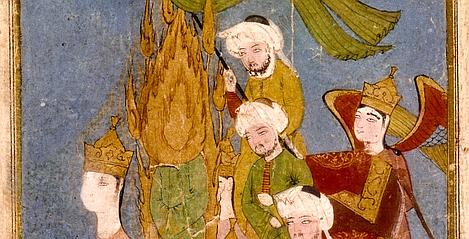
ʿUthmān ibn ʿAffān (574–656)

- Uthmann, Barbara († 1575), erzgebirgische Unternehmerin
- Uthmann, Bruno von (1891–1978), deutscher Generalleutnant und Militärattaché in Stockholm
- Uthmann, Christoph (1507–1553), erzgebirgischer Unternehmer
- Uthmann, Erdmann von (1790–1861), preußischer Generalmajor
- Uthmann, Georg († 1590), deutscher Hochschullehrer, Rektor und Politiker
- Uthmann, Gustav Adolf (1867–1920), deutscher Komponist und Chorleiter
- Uthmann, Helga (1933–2013), deutsche Schauspielerin und Hörspielsprecherin
- Uthmann, Johann von (1824–1897), preußischer Generalmajor
- Uthmann, Max von (1853–1916), deutscher Verwaltungsbeamter
- Uthmann, Paul von (1857–1918), preußischer Generalleutnant
- Uthmeier, Thorsten (* 1966), deutscher Prähistoriker
- Uthoff, Hans Rudolf (1927–2020), deutscher Fotograf
- Uthoff, Johannes (1930–2018), deutscher Geodät und Hochschulrektor
- Uthoff, Max (* 1967), deutscher KabarettistMax Uthoff (* 1967)

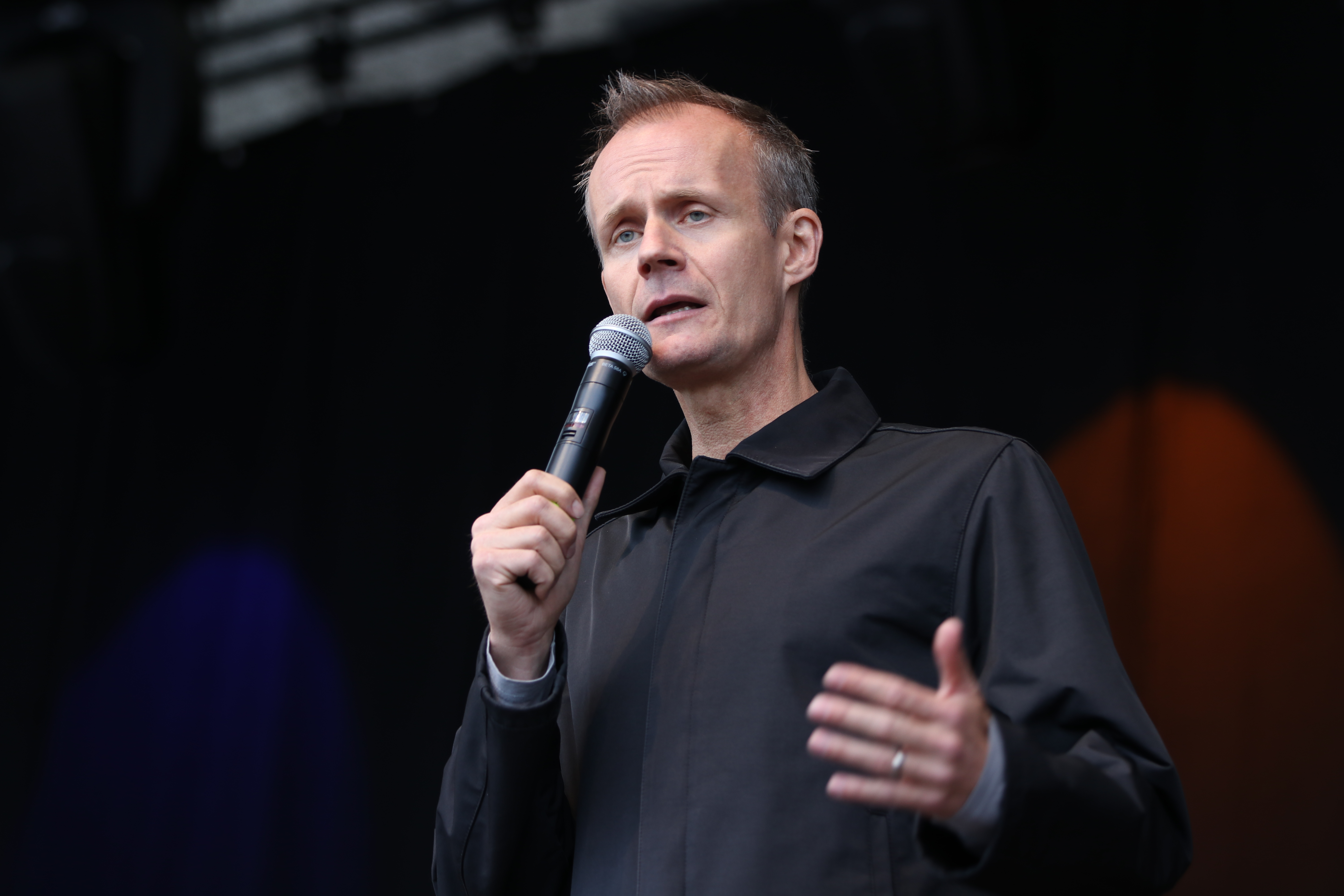
Max Uthoff (* 1967)

- Uthoff, Reiner (1937–2024), deutscher Kabarettist, Schriftsteller und Theaterleiter
- Uthred, walisischer Geistlicher, Bischof von Llandaff
- Uththara, Jayeshi (* 2004), sri-lankische Sprinterin
- Uthumphon, Herrscher des Königreiches von Ayutthaya
- Uthwatt, Augustus, Baron Uthwatt (1879–1949), britischer Jurist

### Uti
- Uti, Sunday (* 1962), nigerianischer Sprinter
- Utiger, Mary (* 1958), US-amerikanische Violinistin, Konzertmeisterin und Hochschullehrerin
- Utikal, Gerhard (1912–1982), deutscher Landwirt, Leiter des Zentralamts im Einsatzstab Reichsleiter Rosenberg
- Utikal, Iris (* 1966), deutsche Kommunikationsdesignerin
- Utikal, Jürgen (* 1955), deutscher Leichtathlet
- Utin, Nikolai Issaakowitsch (1841–1883), russischer Revolutionär
- Utinger, Albert (1855–1936), Schweizer Unternehmer
- Utischill, Karl (* 1884), tschechoslowakischer Jurist und deutscher Landrat
- Utitz, Emil (1883–1956), deutscher Philosoph und Holocaustüberlebender
- Utiyama, Ryoyu (1916–1990), japanischer Physiker

### Utj
- Utjesenovic, Doug (* 1946), australischer Fußballspieler und -trainer
- Utjossow, Leonid Ossipowitsch (1895–1982), sowjetischer Jazz-Sänger

### Utk
- Utke, Kurt (1893–1970), deutscher Vizeadmiral
- Utkin, Alexander Wiktorowitsch (* 1986), russischer Skilangläufer
- Utkin, Anatoli Iwanowitsch (1944–2010), russischer Historiker und Politologe
- Utkin, Anton Alexandrowitsch (* 1967), russischer Schriftsteller
- Utkin, Daniil Pawlowitsch (* 1999), russischer Fußballspieler
- Utkin, Dmitri Walerjewitsch (1970–2023), russischer SöldnerführerDmitri Walerjewitsch Utkin (1970–2023)

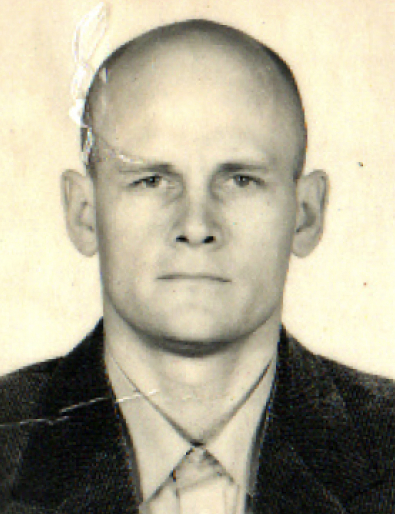
Dmitri Walerjewitsch Utkin (1970–2023)

- Utkin, Iossif Pawlowitsch (1903–1944), sowjetischer Dichter und Journalist
- Utkin, Pjotr Sawwitsch (1877–1934), russischer Maler und Hochschullehrer
- Utkin, Wladimir Fjodorowitsch (1923–2000), russischer Wissenschaftler, Raketenkonstrukteur und Hauptkonstrukteur
- Utku, Yasemin (* 1967), Architektin und Raumplanerin, Professorin an der TH Köln

### Utl
- Útlá, Martina (* 1985), tschechische Volleyballspielerin
- Utland, Lisa-Marie Karlseng (* 1992), norwegische Fußballspielerin
- Utleg, Sergio Lasam (* 1943), philippinischer Geistlicher, emeritierter römisch-katholischer Erzbischof von Tuguegarao
- Utler, Anja (* 1973), deutsche Lyrikerin, Essayistin und Übersetzerin
- Utley, Freda (1898–1978), britisch-amerikanische Schriftstellerin und politische Aktivistin
- Utley, Robert M. (1929–2022), US-amerikanischer Historiker des Amerikanischen Westens
- Utley, Steven (1948–2013), US-amerikanischer Schriftsteller
- Utley, Windsor (1920–1989), US-amerikanischer Maler, Musiker, Lehrer und Galerist
- Utlu, Deniz (* 1983), deutscher Schriftsteller, Essayist und Kolumnist

### Utn
- Utnegaard, Per (* 1959), norwegischer Manager
- Utner, Alois (1823–1891), österreichischer Zimmer- und Baumeister
- Utner, Alois junior (1857–1908), österreichischer Baumeister
- Utner, Carsten (* 1971), deutscher Eishockeytorwart
- Utner, Herbert (1887–1968), österreichischer und tschechoslowakischer Baumeister

### Uto
- Uto, erster belegter Bibliothekar des Klosters St. Gallen
- Uto von Kyburg († 1108), Abt im Kloster St. Blasien
- Utō, Shunpei (1918–2010), japanischer Schwimmer
- Utomo, Agustinus Tri Budi (* 1968), indonesischer römisch-katholischer Geistlicher, Bischof von Surabaya
- Utomo, Ryuji (* 1995), indonesischer Fußballspieler
- Utondu, Beatrice (* 1969), nigerianische Leichtathletin
- Utotschkin, Sergei Issajewitsch (1876–1916), russischer Radrennfahrer
- Utovka, Jurgis (* 1956), litauischer Politiker

### Utp
- Utpadel, Irene (1917–1977), deutsche Politikerin (SPD), MdL
- Utpaladeva, indischer Philosoph und Heiliger
- Utpott, Gertrud (1891–1976), deutsche Politikerin (SPD), Mitglied des Abgeordnetenhauses von Berlin

### Utr
- Utrata, Jürgen (* 1974), deutscher Fachbuchautor und Verleger
- Utrecht, Adriaen van (1599–1652), flämischer Maler von Stillleben
- Utrecht, Jacob van, niederländischer Maler der Frührenaissance
- Utrecht, Leonard van (* 1969), niederländischer Fußballspieler
- Utrera, Fernanda de (1923–2006), spanische Flamenco-Sängerin
- Utriainen, Karolina (1843–1929), finnische Laienpredigerin und Visionärin
- Utriainen, Sanni (* 1991), finnische Speerwerferin
- Utrillo, Maurice (1883–1955), französischer MalerMaurice Utrillo (1883–1955)

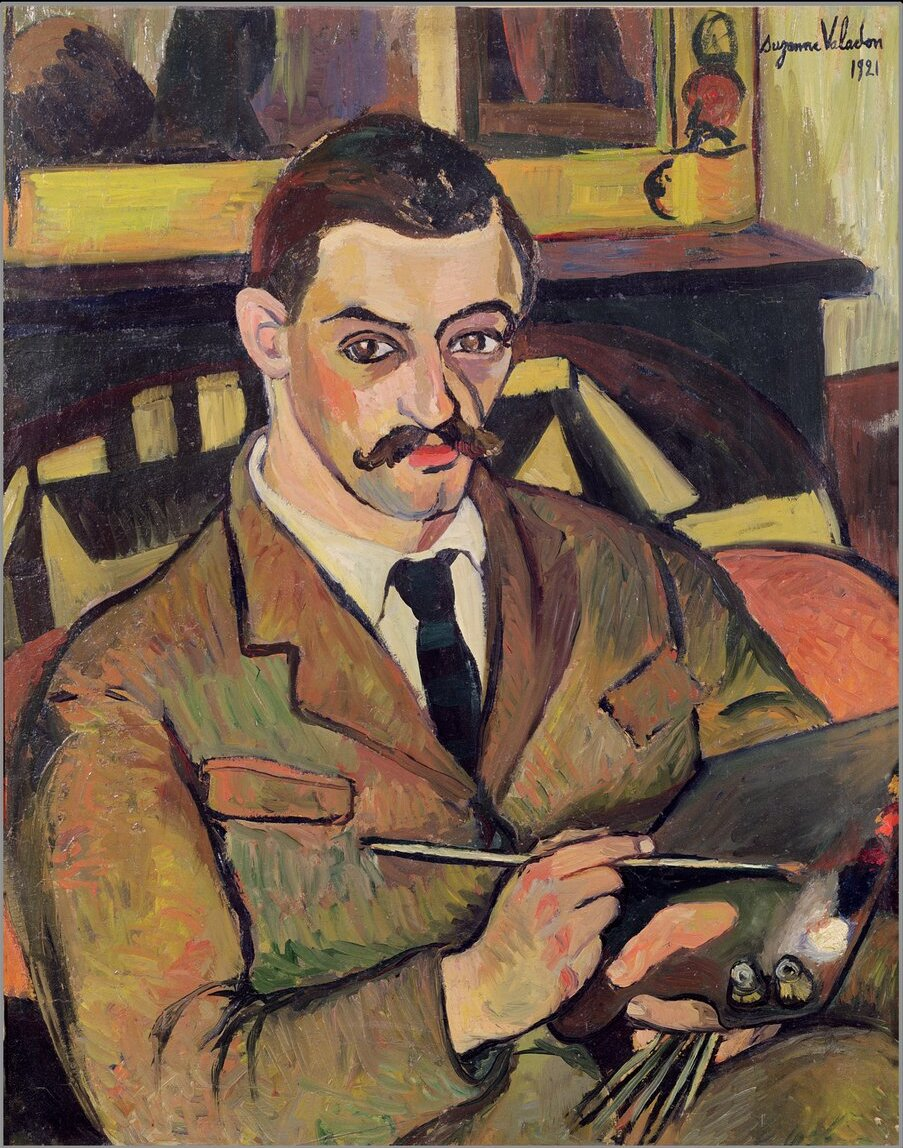
Maurice Utrillo (1883–1955)

- Utrobin, Iwan Stepanowitsch (1934–2020), sowjetischer Skilangläufer
- Utroša, Iztok (* 1988), slowenischer Badmintonspieler

### Uts
- Utsar, Andrus (* 1976), estnischer Gewichtheber
- Utsch von Gillenbach, Franz (1804–1877), österreichischer Politiker, Bürgermeister von St. Pölten
- Utsch, Anna (1878–1904), deutsche Missionsschwester und Märtyrin
- Utsch, Franz (1885–1943), deutscher römisch-katholischer Geistlicher, Ordensmann, Missionar und Märtyrer
- Utsch, Friedrich Wilhelm (1732–1795), Erbförster des Mainzer Kurfürsten
- Utsch, Manfred (1936–2021), deutscher Unternehmer und Mäzen
- Utsch, Michael (* 1960), deutscher Theologe, Psychotherapeut und Religionspsychologe
- Utsch, Rudolf († 1960), deutscher Schriftsteller
- Utsch, Stefan (1896–1978), deutscher Schriftsteller
- Utschitel, Alexei Jefimowitsch (* 1951), russischer Filmregisseur
- Utschkempirowa, Rosa (* 1943), kirgisische Ökonomin und Politikberaterin
- Utset, Aniceto (1932–1998), spanischer Radrennfahrer
- Utseya, Prosper (* 1985), simbabwischer Cricketspieler
- Utsi, Paulus (1918–1975), samischer Dichter, Rentierzüchter, Lehrer und Handwerker
- Utsugi, Rumi (* 1988), japanische Fußballspielerin
- Utsumi, Yae, japanische Mangaka
- Utsumoto, Shin’ya (* 2000), japanischer Fußballspieler
- Utsunomiya, Eri (* 1993), japanische Siebenkämpferin und Hürdenläuferin

### Utt
- Utt, James B. (1899–1970), US-amerikanischer Politiker
- Utt, Kenneth (1921–1994), US-amerikanischer Filmproduzent und Schauspieler
- Utta, August (1886–1940), deutscher Politiker (DSAP) und Abgeordneter der deutschen Minderheit im Sejm in Polen
- Uttal, Jai (* 1951), amerikanischer Fusionmusiker
- Uttecht, Meinhard (1919–1991), deutscher Kunstmaler
- Uttecht, Rudolf (1900–1991), deutscher Maler
- Uttedius Honoratus, Statthalter 144
- Uttendoppler, Willy (1909–1991), Schweizer Bergsteiger und Fotograf
- Uttendorf, Kirsten (* 1969), deutsche Regisseurin, Dramaturgin und Operndirektorin
- Uttendörfer, Carl Christian Friedrich (1836–1907), Unternehmer und Abgeordneter des Kurhessischen Kommunallandtages
- Uttendorfer, Julia (* 1982), deutsche Schauspielerin
- Uttendörfer, Otto (1870–1954), deutscher Zoologe und Theologe
- Uttenhofen, Johann Adam Siegmund von (1741–1809), preußischer Generalmajor, zuletzt Kommandant der Plassenburg
- Uttenhofer, Kaspar († 1621), deutscher Astronom
- Uttenhoven, Friedrich von (1818–1889), deutscher Verwaltungsjurist, Staatsminister in Sachsen-Meiningen
- Uttenhoven, Karl Friedrich Ludwig Georg von (1778–1834), preußischer Generalmajor, Kommandeur der 1. Division
- Uttenhoven, Philipp von (1790–1866), preußischer Generalleutnant
- Uttenweiler, Bernhard (1936–2023), deutscher Historiker, Schriftsteller und Ehrenbürger der Stadt Ettenheim
- Utter, André (1886–1948), französischer Maler und ModellAndré Utter (1886–1948)

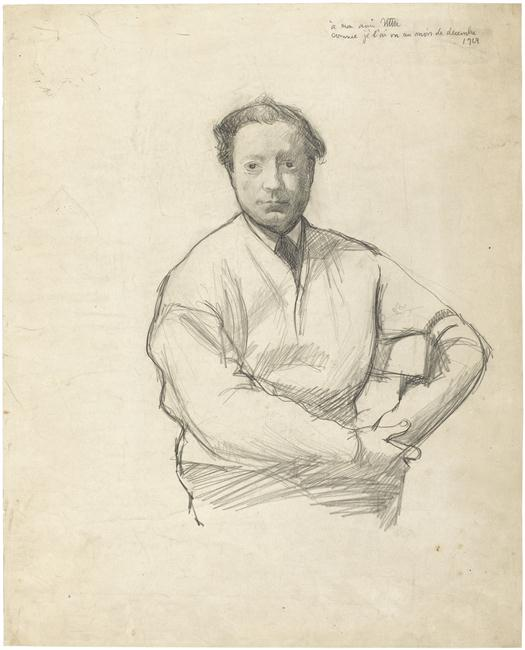
André Utter (1886–1948)

- Utter, Dennis (1939–2011), US-amerikanischer Politiker (Republikaner)
- Utter, George H. (1854–1912), US-amerikanischer Politiker
- Utter, Merton F. (1917–1980), US-amerikanischer Mikrobiologe
- Utter, Tobias (* 1962), deutscher Politiker (CDU), MdL
- Utter, Werner (1921–2006), deutscher Pilot und Autor
- Utterback, Hubert (1880–1942), US-amerikanischer Jurist und Politiker
- Utterback, John G. (1872–1955), US-amerikanischer Politiker
- Utterback, Loyd S., US-amerikanischer Offizier, Generalleutnant der US Air Force
- Utterback, Sarah (* 1982), US-amerikanische Schauspielerin und Filmproduzentin
- Utterberg, Ann-Margret (* 1946), schwedische Sprinterin
- Utterberg, Gunnar (1942–2021), schwedischer Kanute
- Utterodt, Georg Christoph von († 1714), fürstlich sächsischer Berghauptmann in Ilmenau und Straßberg und Gutsherr auf Schmerbach und Schwarzhausen
- Utters, Matthias (1934–1986), deutscher Franziskaner
- Utterson, Jimmy (1914–1935), englischer Fußballspieler
- Utterström, Sven (1901–1979), schwedischer Skilangläufer
- Uttini, Francesco Antonio (1723–1795), italienischer Komponist
- Uttley, Alison (1884–1976), britische Schriftstellerin
- Utto, bayerischer Klostervorsteher, Gründerabt von Metten
- Utto von Freising († 907), Bischof von Freising
- Uttramara, Chaiyaporn (* 1989), thailändischer Fußballspieler
- Uttrup Ludwig, Cecilie (* 1995), dänische Radrennfahrerin
- Utts, Jessica (* 1952), US-amerikanische Stochastikerin und Parapsychologin

### Utu
- Utu, Datu († 1902), 18. Sultanat von Buayan
- Utuḫengal, König von Uruk
- Ütük, Enise (* 1985), türkische Schauspielerin
- Utul-kalama, König
- Utura, Sule (* 1990), äthiopische Langstreckenläuferin

### Utz
- Utz Tremp, Kathrin (* 1950), Schweizer Historikerin
- Utz, Arthur F. (1908–2001), schweizerisch-deutscher römisch-katholischer Ordensgeistlicher, Theologe und Sozialphilosoph
- Utz, Burkhard (1892–1960), deutscher Ordensgeistlicher, Abt von Münsterschwarzach
- Utz, Christian (* 1969), deutscher Musikwissenschaftler, Musiktheoretiker und Komponist
- Utz, Georg (1901–1939), deutscher Politiker (NSDAP), MdR und SA-Führer
- Utz, Georg (1935–2019), deutscher Ringer
- Utz, Hans (1912–1974), deutscher Politiker (Bayernpartei), MdL
- Utz, Hans (1919–2002), Schweizer Anglist und Hochschullehrer
- Utz, Hansjörg (* 1950), Schweizer Journalist, Jurist und Mediencoach
- Utz, Joseph (1813–1891), deutscher Geistlicher und Politiker (Zentrum), MdR
- Utz, Konrad (* 1968), deutscher Philosoph
- Utz, Kurt (1901–1974), deutscher evangelischer Kirchenmusiker, Organist und Komponist
- Utz, Martina (* 1981), deutsche Volleyballspielerin
- Utz, Peter (* 1954), Schweizer Literaturwissenschaftler und Hochschullehrer
- Utz, Stephanie (* 1982), deutsche Volleyballspielerin
- Utz, Willibald (1893–1954), deutscher Offizier, Generalleutnant im Zweiten Weltkrieg
- Utzerath, Benjamin (* 1963), deutscher Schauspieler und Hörspielsprecher
- Utzerath, Frank (* 1967), deutscher Brigadegeneral
- Utzerath, Hansjörg (1926–2024), deutscher Theaterregisseur und Theaterleiter
- Utzig, Peter (1944–2015), deutscher Fußballspieler
- Utzinger, Christoph (* 1987), Schweizer Jazzmusiker (Kontrabass, Komposition) und Tontechniker
- Utzinger, Sandra (* 1972), Schweizer Film- und Theaterschauspielerin
- Utzon, Aage (1885–1970), dänischer Yachtkonstrukteur
- Utzon, Jørn (1918–2008), dänischer Architekt
- Utzon-Frank, Einar (1888–1955), dänischer Bildhauer und Hochschullehrer
- Utzschneider, Helmut (* 1949), deutscher Theologe, Professor für Altes Testament an der Augustana-Hochschule Neuendettelsau
- Utzschneider, Joseph von (1763–1840), deutscher TechnikerJoseph von Utzschneider (1763–1840)

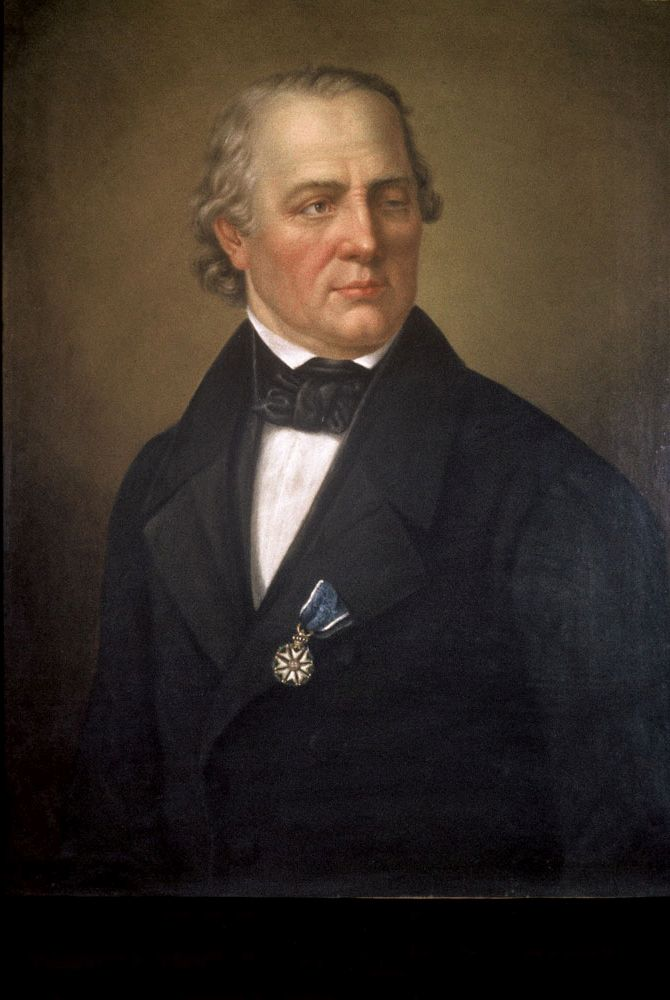
Joseph von Utzschneider (1763–1840)

- Utzschneider, Peter (* 1946), deutscher Bobfahrer
- Utzschneider, Sandra (* 1973), deutsche Orthopädin
- Utzt, Inge (* 1944), deutsche Antiquarin und Politikerin (SPD), MdL
- Utzt, Wolfgang (1941–2020), deutscher Maskenbildner